# Ахмед Али, Сардар Асеф
Сардар Асеф Ахмед Али (англ. Sardar Aseff Ahmad Ali; 21 октября 1940 — 19 мая 2022) — пакистанский государственный деятель. Был 18-м министром иностранных дел Пакистана.

## Биография
Сардар Асеф Ахмед Али занимал должность министра иностранных дел с 16 ноября 1993 по 4 ноября 1996 года. В этот период времени Беназир Бхутто была премьер-министром Пакистана, а Фарук Легари — президентом страны.
В декабре 2011 года Сардар Асеф Ахмед Али присоединился к Имрану Хану и вошёл в партию Техрик-е-Инсаф (в переводе с урду: Движение за справедливость).